# Михайлівська сільська рада (Драбівський район)
Миха́йлівська сільська́ ра́да — адміністративно-територіальна одиниця та орган місцевого самоврядування у Драбівському районі Черкаської області. Адміністративний центр — село Михайлівка.

## Загальні відомості
- Населення ради: 1 436 осіб (станом на 2001 рік)

## Населені пункти
Сільській раді підпорядковані населені пункти:
- с. Михайлівка
- с. Павлівщина

## Склад ради
Рада складається з 16 депутатів та голови.
- Голова ради: Донець Андрій Григорович

### Керівний склад попередніх скликань
| Прізвище, ім'я, по батькові | Основні відомості                                                                                  | Дата обрання | Дата звільнення |
| --------------------------- | -------------------------------------------------------------------------------------------------- | ------------ | --------------- |
| Донець Андрій Григорович    | Сільський голова, 1970 року народження, освіта вища, безпартійний                                  | 26.03.2006   | 31.10.2010      |
| Донець Андрій Григорович    | Сільський голова, 1970 року народження, освіта вища, член Всеукраїнського об'єднання «Батьківщина» | 31.10.2010   |                 |

Примітка: таблиця складена за даними сайту Верховної Ради України

### Депутати
За результатами місцевих виборів 2010 року депутатами ради стали:

#### За суб'єктами висування
| Суб'єкт висування                                       | Кількість обраних депутатів | %    |
| ------------------------------------------------------- | --------------------------- | ---- |
| Політична партія Всеукраїнське об'єднання «Батьківщина» | 11                          | 68,8 |
| Самовисування                                           | 4                           | 25   |
| Комуністична партія України                             | 1                           | 6,3  |

#### За округами
| № округу                                                | Прізвище, ім'я, по батькові      | Дата визнання обраним | Освіта  | Партійна приналежність                        | Відомості про обраного депутата             |
| ------------------------------------------------------- | -------------------------------- | --------------------- | ------- | --------------------------------------------- | ------------------------------------------- |
| Комуністична партія України                             |                                  |                       |         |                                               |                                             |
| 4                                                       | Недоступ Володимир Петрович      | 03.11.2010            | вища    | член Комуністичної партії України             | Агропромбуд, зав гаражем                    |
| Політична партія Всеукраїнське об'єднання «Батьківщина» |                                  |                       |         |                                               |                                             |
| 2                                                       | Кірочок Петро Миколайович        | 03.11.2010            | вища    | член Всеукраїнського об'єднання «Батьківщина» | УКРТЕЛЕКОМ, майстер                         |
| 3                                                       | Ремінець Віталій Іванович        | 03.11.2010            | середня | позапартійний                                 | ТОВ «БЗК», водій                            |
| 5                                                       | Колос Юрій Олексійович           | 03.11.2010            | середня | член Всеукраїнського об'єднання «Батьківщина» | Драбів УЕГГ, слюсар                         |
| 6                                                       | Недоступ Анатолій Дмитрович      | 03.11.2010            | вища    | позапартійний                                 | Драбів УЕГГ, старший майстер                |
| 9                                                       | Ятченко Віра Іванівна            | 03.11.2010            | вища    | позапартійна                                  | ТОВ «БЗК», бухгалтер                        |
| 10                                                      | Петренко Микола Миколайович      | 03.11.2010            | вища    | член Всеукраїнського об'єднання «Батьківщина» | ТОВ «БЗК», гол. інженер                     |
| 12                                                      | Кірічок Наталія Миколаївна       | 03.11.2010            | вища    | позапартійна                                  | Михайлівська загальноосвітня школа, вчитель |
| 13                                                      | Лук'янець Володимир Васильович   | 03.11.2010            | вища    | член Всеукраїнського об'єднання «Батьківщина» | ТОВ «БЗК», тракторист                       |
| 14                                                      | Вітров Іван Іванович             | 03.11.2010            | середня | член Всеукраїнського об'єднання «Батьківщина» | пенсіонер                                   |
| 15                                                      | Дражевський Микола Володимирович | 03.11.2010            | вища    | член Всеукраїнського об'єднання «Батьківщина» | ТОВ «БЗК», технік -електрик                 |
| 16                                                      | Редічук Валентина Володимирівна  | 03.11.2010            | вища    | член Всеукраїнського об'єднання «Батьківщина» | ТОВ «БЗК», зав. складом                     |
| Самовисування                                           |                                  |                       |         |                                               |                                             |
| 1                                                       | Лісун Тамара Вікторівна          | 03.11.2010            | вища    | член Партії регіонів                          | ДНЗ"Сонечко", завідувачка                   |
| 7                                                       | Турло Микола Павлович            | 03.11.2010            | вища    | член Партії регіонів                          | фермерське господарство «Темп», голова      |
| 8                                                       | Гіптенко Надія Павлівна          | 03.11.2010            | вища    | член Партії регіонів                          | Михайлівська сільська рада, секретар        |
| 11                                                      | Качкалда Валентина Петрівна      | 03.11.2010            | вища    | член Партії регіонів                          | Михайлівська загальноосвітня школа, вчитель |